# Баддиел, Дэвид
Дэвид Лайонел Баддиел (англ. David Lionel Baddiel, род. 28 мая 1964[…], Нью-Йорк, Нью-Йорк) — английский комик, писатель и телеведущий.

## Биография
Дэвид Баддиел родился в Нью-Йорке и переехал в Англию, когда ему было четыре месяца. Его отец, Колин Брайан Баддиел, был валлийским химиком-исследователем, работавшим в Unilever, до того, как его уволили в 1980-х годах, после чего он выставил свои Dinky Toys на продажу на антикварном рынке Grays. Его мать Сара была беженкой из нацистской Германии. Её семья бежала в Великобританию, когда ей было пять месяцев в 1939 году. Дэвид Баддиел — второй из трёх детей в семье.
Дэвид Баддиел вырос в Доллис-Хилл, Уиллесден, Северный Лондон. Он окончил начальную школу — Еврейскую дневную школе Северо-Западного Лондона в Бренте, а после продолжения учёбы в школе для мальчиков в Элстри он изучал английский язык в Королевском колледже Кембриджа, где он был одним из членов театрального клуба «Footlights».
После окончания университета Баддиел стал профессиональным комиком в Лондоне, а также сценаристом выступлений Рори Бремнера, и сериалов, включая Spitting Image.
Впоследствии Баддиел познакомился и начал сотрудничать с другим комиком Фрэнком Скиннером. Пара появилась в специальном выпуске «Кто хочет стать миллионером?» в 2001 году, став первыми знаменитостями, которые набрали 250 000 фунтов стерлингов для своих благотворительных организаций, Католического детского общества и Имперского фонда исследований рака.
Баддиел — автор многих книг для детей, в частности, романов: The Person Controller (2015), AniMalcolm (2016), Birthday Boy (2017) и Head Kid (2018)

### Личная жизнь
Баддиел и его коллега-комик Морвенна Бэнкс живут в Северном Лондоне со своими двумя детьми: мальчик Эзра (2004 г.р.) и девочка Долли (2001 г.р.).
Баддиел страдает бессонницей.

### Общественная деятельность
Он активно участвует в различных благотворительных акциях, являясь лидером организации «Кампания против жалкой жизни», которая проводит кампании по снижению уровня самоубийств.
В феврале 2009 года Баддиел и несколько других артистов написали открытое письмо в The Times в поддержку лидеров Веры бахаи, которые тогда находились под судом в Иране.
В 2017 году было объявлено, что Баддиел примет участие в конвое Red Nose Convoy от благотворительной организации Comic Relief, в котором три пары знаменитостей едут в колонне из Кении в Уганду, доставляя гуманитарную помощь.